# Club Almagro 2011-2012
Questa voce raccoglie le informazioni riguardanti il Club Almagro nelle competizioni ufficiali della stagione 2011-2012.

## Rosa
| N. |                      | Ruolo | Calciatore             |
| -- | -------------------- | ----- | ---------------------- |
|    | Argentina (bandiera) | P     | Patricio Abraham       |
|    | Argentina (bandiera) | P     | Bruno Centeno          |
|    | Argentina (bandiera) | P     | Roberto Cardozo        |
|    | Argentina (bandiera) | D     | Mauricio Suigo         |
|    | Argentina (bandiera) | D     | Adrián Iglesias        |
|    | Argentina (bandiera) | D     | Juan Cruz Talin        |
|    | Argentina (bandiera) | D     | Nicolás Arrechea       |
|    | Argentina (bandiera) | D     | Germán Lanaro          |
|    | Argentina (bandiera) | D     | Danilo Quiroga         |
|    | Argentina (bandiera) | D     | Rodrigo Martín         |
|    | Argentina (bandiera) | D     | Hernán Ruquet          |
|    | Argentina (bandiera) | D     | Nahuel Irribarren      |
|    | Argentina (bandiera) | D     | Lucas Crespín          |
|    | Argentina (bandiera) | D     | Richard Schunke        |
|    | Argentina (bandiera) | D     | Ezequiel Oscar Vicente |
|    | Colombia (bandiera)  | C     | Brahaman Sinisterra    |
|    | Argentina (bandiera) | C     | Germán Libramento      |

| N. |                      | Ruolo | Calciatore          |
| -- | -------------------- | ----- | ------------------- |
|    | Argentina (bandiera) | C     | Diego Figueroa      |
|    | Argentina (bandiera) | C     | Agustín Farías      |
|    | Argentina (bandiera) | C     | Humberto Vega       |
|    | Argentina (bandiera) | C     | Franco Quiroz       |
|    | Argentina (bandiera) | C     | Fabián Santa Cruz   |
|    | Argentina (bandiera) | C     | Miguel Sanchez      |
|    | Argentina (bandiera) | C     | Adrián Pérez        |
|    | Argentina (bandiera) | C     | Ricardo Pérez       |
|    | Argentina (bandiera) | C     | Bruno Muerza        |
|    | Argentina (bandiera) | C     | Juan Maldonado      |
|    | Argentina (bandiera) | A     | Cristian Cayeta     |
|    | Argentina (bandiera) | A     | Raúl Becerra        |
|    | Argentina (bandiera) | A     | Cristian Soto       |
|    | Argentina (bandiera) | A     | Jorge Espíndola     |
|    | Argentina (bandiera) | A     | Oscar Leandro Acuña |
|    | Argentina (bandiera) | A     | Maximiliano Giusti  |